# مهدی بوترابی

مهدی بوترابی متولد ۲۵ خرداد ۱۳۴۲ در تهران،وی وبلاگ‌نویس و مدیر گروه سایت‌های پرشین بلاگ است.

## زندگی‌نامه
بوترابی متأهل و دارای چهار فرزند است. او دارای مدرک کارشناسی ارشد از دانشگاه شهید بهشتی و دورهٔ دکتری را در دانشگاه تربیت مدرس گذرانده است. همسر او اعظم سقطی، از اعضاء حزب اعتماد ملی است.

### مسئولیت‌ها
مهدی بوترابی تا سال ۱۳۷۰ بیشتر زمینه‌های فرهنگی، انتشاراتی، پژوهشی  و رسانه‌ای بخش خصوصی فعال بوده. نشر سفیر، مؤسسه میراث ملل، مؤسسه حنفا، نشر تحصیل از جمله سوابق وی در این زمینه است.
مهدی بوترابی به گفتهٔ خود از سال‌های ۱۳۷۱ تا ۱۳۸۱ بیشتر در زمینهٔ فاوا فعالیت داشته که این فعالیت‌ها با خرید پرشین بلاگ شکلی جدی‌تر به خود گرفت. از سال ۱۳۸۱ وارد عرصهٔ فضای مجازی شده‌است. شرکت حنفا، آریاگستر و گروه سایت‌های پرشین بلاگ و همچنین شرکت خدمات سرمایه‌گذاری آسیاکام از جمله شرکت‌هایی است که وی در آن‌ها فعالیت داشته‌است.
او مدتی رئيس شركت آرياگستر و مديرعامل شركت خدمات اينترنتي پرشين‌بلاگ بود. بوترابی‌، پرشین بلاگ را در سال ۱۳۸۳ خریداری کرد. سایت پرشین بلاگ او در سال ۱۳۸۵ در ایران فیلتر شد. و مدتی بعد از فیلتر خارج شد. در سال ۱۳۸۹ بوترابی قصد فروش این سرویس را کرد.

### بازداشت‌ها
بوترابی دو بار در سال‌های ۱۳۸۶ و ۱۳۸۸ توسط نیروهای امنیتی بازداشت شده‌است. او پس از بازداشت در اردیبهشت سال ۱۳۸۶، در تیر همان سال‌ (۵۰ روز بعد) آزاد شد. دلایل بازداشت او در این سال مشخص نشد. وی در سال ۱۳۸۸ بازداشت شد. دلیل بازداشت او، مشارکت در ناآرامی‌ها و اعتراضات پس از انتخابات سال ۱۳۸۸ عنوان شده بود که با تبرئه از اتهامات، آزاد شد. وی همچنین در ۲۷ اردیبهشت ۱۳۹۵ بازداشت شده‌است. دلیل بازداشت او اعلام نشد خبرگزاری انصاف، بازداشت‌های متعدد او در بین سال‌های ۱۳۸۶ تا ۱۳۸۸ را همگی مربوط به «پرونده ربایش علیرضا عسگری» دانسته است. بنابر این گزارش، بوترابی به همکاری با «دول متخاصم» متهم شده و بابت همین حکم، به ۱۰ سال حبس محکوم شده است.
در ۲۹ آذر ۱۴۰۰، نوید رجایی پور مدیرعامل گروه سایت های پرشین بلاگ، در توییتر خود خبر از آزادی مهدی بوترابی داد. دختر او نیز در پیامی، از آزادی پدرش خبر داد.